# Sonchus briquetianus
Sonchus briquetianus là một loài thực vật có hoa trong họ Cúc. Loài này được Gand. miêu tả khoa học đầu tiên năm 1909.